# 麥氏大鱗大眼鯛
麥氏大鱗大眼鯛，為輻鰭魚綱鱸形目的其中一個種，分布於西太平洋區，包括日本、台灣、印尼、巴布亞紐幾內亞、斐濟及美屬薩摩亞等海域，棲息深度100-200公尺，體長可達22.5公分，棲息在礁石區，可做為食用魚。